# Raffaele Palladino
Raffaele Palladino (Mugnano, 17 april 1984) is een Italiaans voormalig betaald voetballer en huidig voetbaltrainer die bij voorkeur in de aanval speelde. In november 2007 debuteerde hij in het Italiaans voetbalelftal.
Voor Palladino naar Juventus kwam, speelde hij in de Serie C voor Benevento Calcio. Na twee jaar bij Juventus, werd hij uitgeleend aan Salernitana Calcio 1919, waarvoor hij in de Serie B vijftien goals in 39 wedstrijden maakte. Het jaar nadien mocht hij het in de Serie A gaan proberen bij Livorno Calcio. Palladino speelde in het seizoen 2006-2007 met Juventus in de Serie B. Hij werd er in de basis gezet nadat David Trezeguet en Pavel Nedvěd geschorst waren en Marcelo Zalayeta en Alessandro Del Piero geblesseerd.